# Joel Joffe
Joel Goodman Joffe, Baron Joffe (* 12. Mai 1932 in Johannesburg; † 18. Juni 2017 in London, nach anderen Angaben in Liddington), CBE, war ein südafrikanisch-britischer Politiker der britischen Labour Party und Menschenrechtsanwalt. Er war einer der Strafverteidiger von Nelson Mandela im Rivonia-Prozess.

## Leben
Joffes Mutter stammte aus Palästina, sein Vater aus Litauen. Obwohl seine Eltern Juden waren, besuchte er ein katholisches Internat. Anschließend studierte er an der Witwatersrand-Universität in Johannesburg und machte dort 1955 einen Abschluss als Bachelor of Commerce und Laws. Von 1958 bis 1965 arbeitete er als Anwalt für Menschenrechte. Ab 1960 unterhielt er eine Rechtsanwaltspraxis mit Fred Zwarenstein und James Kantor, der nach der Ergreifung einer Gruppe von Widerstandskämpfern in Rivonia inhaftiert worden war. Winnie Mandela, Frau des ebenfalls festgenommenen Nelson Mandela, bat Joffe um Übernahme der Verteidigung Mandelas. Nach Beendigung des Rivonia-Prozesses wurde Joffes Reisepass eingezogen, doch 1965 erhielt er eine Ausreisegenehmigung und ging nach Großbritannien. Dort war er bei verschiedenen Versicherungen tätig, unter anderem als stellvertretender Vorstandsvorsitzender. Darüber hinaus engagierte sich Joffe ehrenamtlich bei verschiedenen Organisationen, ab 1980 bei Oxfam, wo er 2001 zum Vorsitzenden gewählt wurde.
2000 wurde er als Baron Joffe, of Liddington in the County of Wiltshire, zum Life Peer erhoben und gehörte somit dem House of Lords an. Er setzte sich aktiv für Sterbehilfe ein und unterstützte den CIDA City Campus. Am 30. März 2015 trat Joffe gemäß den Regelungen des House of Lords Reform Act 2014 freiwillig in den Ruhestand und schied aus dem House of Lords aus.

## Auszeichnungen
- Commander des Order of the British Empire, verliehen 1999
- Ehrenmaster der Brunel University, verliehen 2004[7]
- Ehrendoktor der University of Bath, verliehen 2006[8]
- Supreme Commander of the Order of the Baobab, verliehen 2010
- Freedom of the City von London, verliehen 2016[9]